# Geschichte der Psychologie
Die Geschichte der Psychologie (von altgriechisch ψυχή psȳchḗ für „Seele, Gemüt“, und λόγιος lógios für „Kunde, Wissenschaft“) als eine anerkannte und eigenständige empirische Wissenschaft ist ein Ergebnis der Aufklärung und beginnt im späten 19. Jahrhundert. 
Das Nachdenken über die menschliche Seele ist allerdings deutlich älter, entsprechende Texte, insbesondere Texte der Aufklärung aus dem späten 18. und frühen 19. Jahrhundert waren einflussreich in der Entstehung der Disziplin. Von großer Bedeutung für ihren Erfolg war die Arbeit von Sigmund Freud und seinen Schülern Anfang des 20. Jahrhunderts.

## Die Anfänge der Psychologie
Auch wenn die Psychologie als eigenständiges wissenschaftliches Forschungsgebiet erst seit Ende des 19. Jahrhunderts existiert, hat die Beschäftigung mit der Seele, dem Erleben und Verhalten des Menschen eine weit zurückreichende Geschichte. Es beschäftigten sich zahlreiche Philosophen und Theologen, Mediziner und Physiologen mit Themen, die der Psychologie mit Gründung und Definition als akademisches Forschungsgebiet nachträglich zugeschrieben werden können und ihre Etablierung als eigenständige Wissenschaft vorbereiteten.
Platon entwickelte die Basis für das Schichtenmodell der Seele, das später Grundlage für Sigmund Freuds Strukturmodell der Psyche wurde, und Aristoteles schrieb ca. 350 v. Chr. ein Lehrbuch Über die Seele (griechisch Περὶ Ψυχῆς, Peri Psychés; lateinisch De Anima). Avicenna erforschte um 1000 n. Chr. bereits psychische Erkrankungen und beschrieb die kognitiven Prozesse des Menschenverstandes, Vorstellungskraft, Denken, Glaube und Gedächtnis. Auch Averroes befasste sich mit Psychologie. Thomas von Aquin setzte sich um 1250 mit dem Leib-Seele-Problem auseinander und auch Descartes beschäftigte sich um 1630 mit der Existenz der Seele (res cogitans). Ein wichtiger Vertreter der frühen, in der Renaissance formulierten psychologischen Konzepte (Differentielle Psychologie) war der spanische Arzt und Philosoph Juan Huarte de San Juan, der in seinem Werk Examen de ingenios para las sciencias (1575) einige Ideen der modernen Psychologie vorwegnahm. Es wurde durch Lessing in einer späten Übersetzung Prüfung der Köpfe zu den Wissenschaften (1752) im deutschen Sprachraum bekannt.

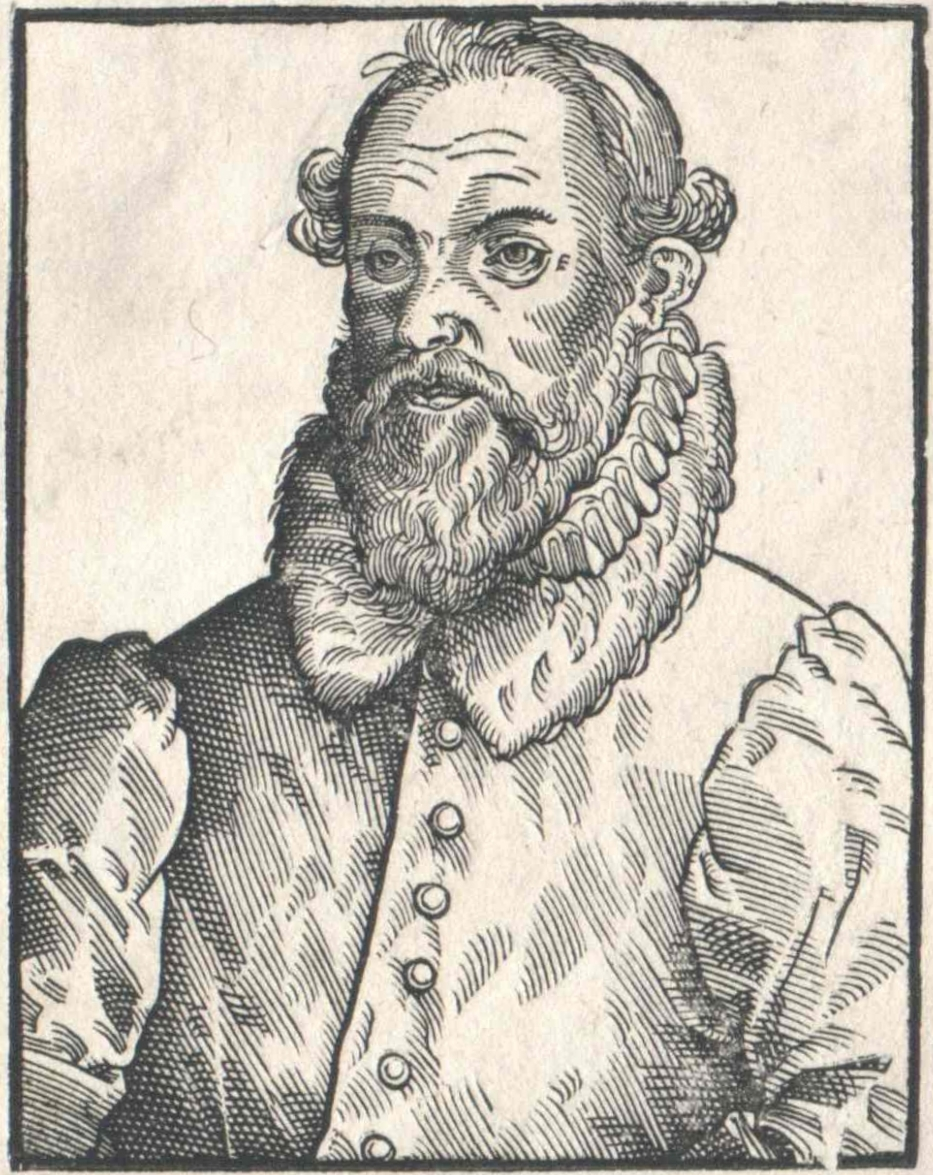
Der Begriff „Psychologie“ geht auf Johann Thomas Freigius zurück

Die Wortschöpfung psychologia ist nicht vor dem 16. Jahrhundert belegt. Lange wurde die Erstverwendung dieses Begriffs irrtümlich Philipp Melanchthon zugeschrieben. Gelegentlich wird Marko Marulić aus Split als Schöpfer dieses Ausdrucks genannt, doch von seinem Manuskript Psichiologia de ratione animae Humanae, das um 1520 abgefasst gewesen sein soll, ist außer dem Titel nichts überliefert, sodass von hier keine Traditionslinie nachgewiesen werden kann. Ältester Fundort in einer gedruckten Schrift sind vielmehr die Quaestiones εωθιναι και δειλιναι seu logicae et ethicae des Freiburger Professors Johann Thomas Freigius von 1574. Ein Jahr später entfaltet Freigius in seinem Ciceronianus unter der Überschrift De psychologia et hominis fabrica ausführlich die Stoffwechselfunktionen, die Wahrnehmungsfunktionen sowie die Erkenntnisfunktionen der Seele, also die drei aristotelischen Seelenvermögen, deren Zusammenspiel er als Beweis für den göttlichen Ursprung des Menschen ansieht. Dies alles behandelt Freigius als Teil der Naturlehre (so auch in seinen Quaestiones physicae, 1579, deren 27. Buch die Psychologia behandelt). Freigius zählte zu den Anhängern des Petrus Ramus, ebenso wie Rudolf Goclenius der Ältere, der den Begriff 1590 erstmals als Titel für einen Sammelband verwendete.
Im Zeitalter der Aufklärung nahm die Beschäftigung mit psychologischen Fragen, wenn auch oft nicht unter dieser Bezeichnung, zu. So leistete bereits in der frühen Aufklärung der Universalgelehrte Gottfried Wilhelm Leibniz wichtige Beiträge zur Entwicklung der Psychologie. Der französische materialistische Philosoph und Enzyklopädist Julien Offray de La Mettrie (1709–1751) veröffentlichte 1746 das Buch Der Mensch als Maschine (L’homme machine), und der deutsche Universalgelehrte Christian Wolff (1679–1754) die Werke Psychologia empirica und Psychologia rationalis – die Begriffe „Bewusstsein“ und „Aufmerksamkeit“ sowie die Popularisierung des Begriffs „Psychologie“ selbst gehen auf Wolff zurück. Die psychologia rationalis ist als apriorische (nicht-empirische) Disziplin ein Teilgebiet der Metaphysik (genauer: der metaphysica specialis), die Methode der psychologia empirica ist die Selbstbeobachtung. (Der Ausdruck „rational“ wurde bis etwa zur Mitte des 19. Jahrhunderts als Gegenbegriff zu „empirisch“ verwendet, nicht als Gegenbegriff zu „irrational“). Es entstand der Begriff der rationalen Psychologie, der dann (vor allem von Immanuel Kant (1724–1804) in der Kritik der reinen Vernunft) als „Wissenschaft der reinen Vernunft“ scharf zurückgewiesen wird. Für Kant war Psychologie immer empirisch; allerdings handelte es sich um eine „innere“ Empirie, um Introspektion mittels des „inneren Sinnes“. Im Jahr 1783 bezeichnete sich Ferdinand Ueberwasser (1752–1812) an der Alten Universität in Münster erstmals als Professor für empirische Psychologie und Logik. Eine erste „Geschichte der Psychologie“ von Friedrich August Carus (1770–1807) erschien posthum 1808.
Im 19. Jahrhundert nahmen Philosophen und Schriftsteller wie Arthur Schopenhauer (1788–1860), Fjodor Michailowitsch Dostojewski (1821–1881) und Friedrich Nietzsche (1844–1900) viele wichtige Erkenntnisse der modernen Psychologie vorweg.

## Die Entwicklung der Psychologie zu einer empirischen Wissenschaft im 19. Jahrhundert

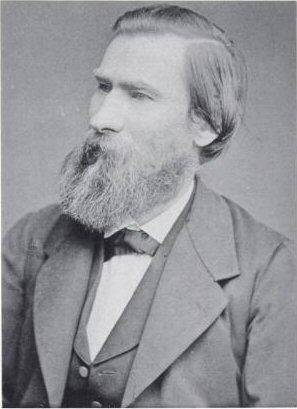
Moritz Lazarus gilt als Begründer der Völkerpsychologie

Wilhelm von Humboldt gilt als wichtiger Wegbereiter der Völkerpsychologie im 18. und 19. Jahrhundert. Als deren Begründer ist der Philosoph Moritz Lazarus zu sehen, der 1859 eine Honorarprofessur und 1862 eine ordentliche Professur für Psychologie und Völkerpsychologie an der Universität Bern erhielt. Gemeinsam mit dem Philosophen und Linguisten Heymann Steinthal gab er von 1860 bis 1890 die Zeitschrift für Völkerpsychologie und Sprachwissenschaft, in der sich die zentralen programmatischen Schriften der Völkerpsychologie finden, heraus. 1859–1866 hielt Carlo Cattaneo unter Berufung auf empirisch-experimentelle Methoden sozialpsychologische Vorträge unter dem Titel Psicologia delle menti associate. Wilhelm Wundt veröffentlichte von 1900 bis 1920 ein zehnbändiges Monumentalwerk zur Völkerpsychologie, in dem er zentrale Gedanken von Steinthal und Lazarus aufgreift. Der Arzt und Soziologe Gustave Le Bon, der 1895 das Buch Psychologie der Massen veröffentlichte, und Scipio Sighele, der 1891 das Werk Psychologie des Auflaufs und der Massenverbrechen herausbrachte, begründeten die Massenpsychologie, aus der zusammen mit der Völkerpsychologie, die heutige Sozialpsychologie und Soziologie entstand.
Auch Gabriel Tarde übte wesentlichen Einfluss auf die Entwicklung dieser Fachbereiche aus. Die späteren Arbeiten Margaret Meads und Ruth Benedicts auf diesem Gebiet wurden Grundsteine für Ethnologie und die spätere Ethnopsychoanalyse.

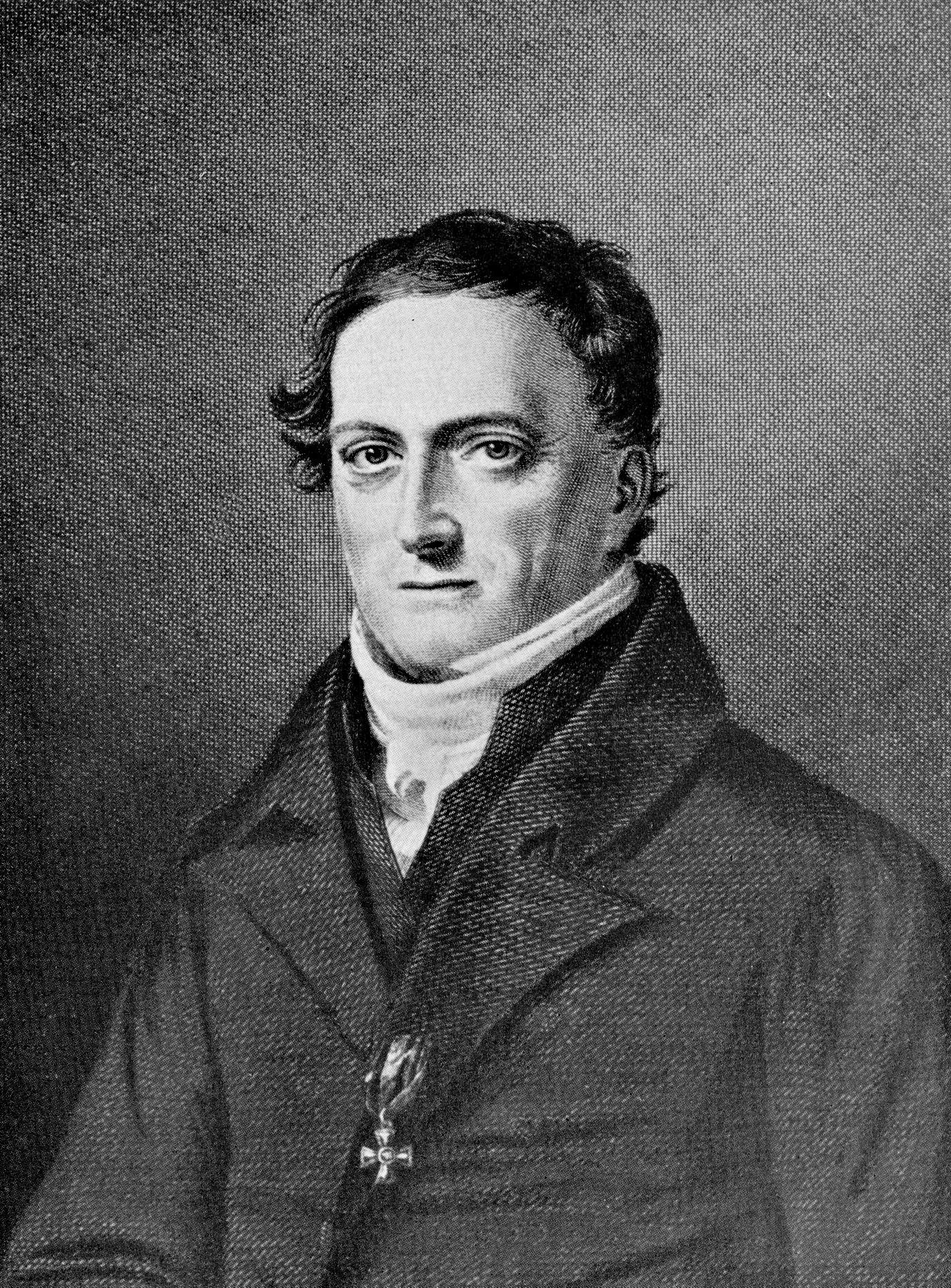
Johann Friedrich Herbart schrieb 1816 ein erstes Lehrbuch zur Psychologie

Im 19. Jahrhundert wurde die Psychologie, geprägt durch den Materialismus, eingeleitet durch Werke von Johann Friedrich Herbart, der im Jahre 1816 ein Lehrbuch zur Psychologie veröffentlichte, und Charles Bell, der die Neurophysiologie erforschte, im Wesentlichen durch Mediziner, Physiologen und Physiker vorangebracht. So beschäftigten sich die Physiologen Johannes Peter Müller und Ernst Heinrich Weber mit der Wahrnehmung der Sinnesorgane. Auch Hermann von Helmholtz und Gustav Theodor Fechner veröffentlichten Arbeiten, die sich mit der Sinnesphysiologie befassen. Der Mediziner Franz Joseph Gall entwickelte die sogenannte Phrenologie. Weiter zu nennen sind Emil Du Bois-Reymond, Ernst Brücke und Carl Ludwig. Diese Arbeiten stellen die ersten Ansätze empirischer Forschung nach wissenschaftlichen Kriterien in diesem Bereich dar. Friedrich August Rauch veröffentlichte 1853 ein Lehrbuch der Psychologie und auch Herbert Spencer leistete wichtige Beiträge. Paul Broca forschte erfolgreich in der Neurophysiologie. Charles Darwin begründete 1872 die vergleichende Verhaltensforschung und betonte dabei die Parallelen zwischen Mensch und Tier.
In der Neuzeit beschäftigten sich dann ohnehin alle traditionellen Fakultäten mit psychologischen Themen, also nicht nur die philosophische (die sich natürlich mit Philosophie, aber auch Mathematik und Logik und den Naturwissenschaften befasste, und die zudem die Propädeutik für alle Fakultäten übernahm), sondern auch die medizinische, die theologische und die juristische Fakultät. Insbesondere die letztere hatte sich dieser Themen gerade auch in Bezug auf eine frühe „verhaltenswissenschaftliche“ Dimension angenommen. In der medizinischen Fakultät beschäftigte man sich auch seit dem 17. Jahrhundert mit einem Themenkomplex psychologischer Phänomene, die man thematisch eingrenzen und vielleicht als frühe Form von deskriptiver Patho-Psychologie bezeichnen könnte.

## Die Psychologie wird eigenständiges universitäres Forschungsgebiet
Der Beginn der experimentellen Psychologie als akademische Disziplin ist wohl auf die Gründung des ersten Labors zur Erforschung psychologischer Phänomene im Jahre 1879 durch Wilhelm Wundt an der Universität Leipzig zu datieren. Dieser hatte schon seit den 1860er Jahren Psychologie aus Sicht der Naturwissenschaften in Heidelberg gelehrt und 1873/74 die Grundzüge der Physiologischen Psychologie veröffentlicht. In seinen ersten Versuchen beschäftigte er sich hauptsächlich mit der Erforschung der Wahrnehmungsphysiologie und begründete die sogenannte Leipziger Schule. Der Ansatz Wundts wird deshalb als Beginn der akademischen experimentellen Psychologie angesehen, weil hier erstmals ein explizit empirisch-methodischer, an den experimentellen Naturwissenschaften orientierter und ausgerichteter Zugang methodologisch herausgearbeitet wurde.
Parallel zu Wundt wurde von Carl Stumpf (1848–1936) und seinem Nachfolger Theodor Lipps (1851–1914) eine etwas anderer Typ von experimenteller Forschung bevorzugt, die – u. a. angeregt von Philosophen wie David Hume und Ernst Mach – von der „Beobachtung des Verhaltens“ und „innerer Erfahrung“ ausging.
Die Psychologie als eigenständige Wissenschaft etablierte sich von Deutschland aus an anderen Universitäten; auf der ganzen Welt entstanden Psychologische Institute an den Universitäten. 1885 begann Théodule Ribot seine Psychologievorlesungen an der Pariser Sorbonne und erhielt 1889 einen Lehrstuhl am Collège de France. Im gleichen Jahre wurden an der Sorbonne und am Anthropologischen Institut der Universität Rom Laboratorien für experimentelle Psychologie gegründet, die von Alfred Binet bzw. Giuseppe Sergi geleitet wurden. Gleichzeitig begann man an einigen großen Pariser Hospitälern, die vorher nur der Beobachtung von Geisteskranken befasst waren, ernsthaft zu forschen. 1894 entstand an der Universität Graz auf Initiative und unter Leitung von Alexius Meinong das erste Psychologische Laboratorium der österreichisch-ungarischen Monarchie.
In den USA wurde die experimentelle Psychologie ohne jeden Abgrenzungs- und Richtungsstreit zwischen Philosophie und Naturwissenschaften vorbehaltlos aufgenommen. Stanley Hall, der auch bei Wundt studiert hatte und ein Schüler von William James, dem Begründer der wissenschaftlichen Psychologie in den USA, war, gründete an der Johns-Hopkins-Universität in Baltimore das erste amerikanische Laboratorium für Psychologie, wovon 1892 bereits 17 existierten. 1887 gründete er das American Journal of Psychology, 1892 die American Psychological Association, die erste professionelle psychologische Gesellschaft.
Im Oktober 1875 begann Wilhelm Wundt seine Lehrtätigkeit als Professor in Leipzig denn auch mit der Vorlesung „Logik und Methodenlehre mit besonderer Rücksicht auf die Methoden der Naturforschung“. Er war auf diese Professur berufen worden, weil Leipzig diese neue „Idee“, nämlich die, „dem Einfluss der Naturwissenschaft auf die Philosophie Geltung zu verschaffen“, fördern wollte.
Basierend auf einer methodologischen Auseinandersetzung, deren Ausgestaltung durch die sinnesphysiologischen Herangehensweisen geprägt worden war, die Methoden der Naturwissenschaften für philosophische Gegenstandsbereiche allgemein zu nutzen, galt Wundts besonderes Interesse dabei psychologischen Fragestellungen. Von Beginn an hatte Wundt engen Kontakt zum Physiker Gustav Theodor Fechner, der selbst bis 1874 Vorlesungen an der Philosophischen Fakultät zu Leipzig gehalten hatte. Mit ihm besprach er auch seinen Plan zur Gründung eines psychologischen Instituts, zu der es wie beschrieben 1879 kam – zunächst als Privatinstitut, ab 1883 als offizielles Universitätsinstitut.
Grundsätzlich folgte die Psychologie dem oben genannten Selbstverständnis. Wundt und seine Kollegen interpretierten die Psychologie als neue Disziplin der Naturforschung. (Experimental-)Physik, experimentelle Physiologie – damals vornehmlich ein Teilgebiet der Zoologie – und die (Angewandte) Mathematik wurden unter Beibehaltung des naturwissenschaftlichen Ansatzes zusammengefügt. Durch die Anwendung dieser methodischen Prinzipien war zur Erforschung psychologischer Phänomene eine neue Disziplin geboren worden.
Dieser Ansatz war so neu, dass Wissenschaftler dieser Disziplinen aus aller Welt begeistert nach Leipzig kamen, um bei Wundt zu studieren. In der Hochzeit hatte Wundt allein fast 40 wissenschaftliche Assistentenstellen. In diesen frühen Jahren entwickelten sich die psychologischen Disziplinen der Psychophysik und der Psychologischen Diagnostik, was wiederum für die Angewandte Mathematik und Statistik sehr fruchtbar war.
Die psychologische Methodenlehre war im weiteren Verlauf der Geschichte für die Statistik (vgl. z. B. die Faktorenanalyse, Conjoint-Analyse), sowie später für die Entwicklung der Methoden der empirischen Sozialforschung, insbesondere der Befragung (z. B. Interview, Fragebogen- und Skalenentwicklung) und der Beobachtung, sehr einflussreich und befruchtend.
Parallel dazu entwickelte sich – auf Basis der Arbeit von Franz Brentano – die Würzburger Schule. Ihre Grundlage war die Denkpsychologie Oswald Külpes und seiner Schüler Narziß Ach, Karl Bühler und Karl Marbe. Diese Studien werden der Gestaltpsychologie zugeordnet.
Im Jahre 1883 führte der Engländer Francis Galton die Statistik als Methode in das Gebiet der Psychologie ein und begründete damit die empirische Persönlichkeitsforschung. Hermann Ebbinghaus entwickelte 1885 wichtige Methoden zur Erforschung von Gedächtnisleistung, die noch heute Gültigkeit besitzen und bereits die kognitive Wende in der Psychologie vorwegnahmen. Christian von Ehrenfels leistete 1890 bedeutende Vorarbeiten für die Entwicklung der Gestaltpsychologie durch seine Veröffentlichung Über Gestaltqualitäten. Charles Spearman, Alfred Binet und William Stern entwickelten Konzepte zur quantitativen Analyse von Intelligenzleistung. Auch James McKeen Cattell (Wundt-Schüler der ersten Stunde und erster Lehrstuhlinhaber für Psychologie in den USA) leistete grundlegende Beiträge.

## Die verschiedenen Richtungen der Psychologie ab 1900
Mit dem Beginn des 20. Jahrhunderts kristallisierten sich, basierend auf unterschiedlichen philosophischen Paradigmen und daraus zugrunde gelegten Menschenbildern, verschiedene Grundströmungen in der Psychologie heraus:

### Die psychodynamische Sichtweise
Im Jahre 1895 veröffentlichte Sigmund Freud zusammen mit Josef Breuer erste psychoanalytische Fallstudien, zusammen mit seinen Schülern Carl Gustav Jung und Alfred Adler wurde die psychodynamische Sichtweise in der Psychologie entwickelt. Aus dieser Richtung der Psychoanalyse entstand die Analytische Psychologie (C.G. Jung) und die Individualpsychologie Alfred Adlers. Über Jung wurde Karl Abraham einer der engsten mit Freud verbundenen Schüler, der seit 1908 in Berlin viele Psychoanalytiker ausbildete. Ein weiterer Freud lange Zeit enger vertrauter Schüler war Sándor Ferenczi, der in Ungarn die Psychoanalyse weiterentwickelte und etablierte. Später entwickelten Karen Horney, Erich Fromm, Harald Schultz-Hencke und Harry Stack Sullivan, um nur einige Vertreter zu nennen, die Tiefenpsychologie in der Neopsychoanalyse weiter. Vom wissenschaftlichen Standpunkt aus gesehen, stellt die Psychoanalyse kein Teilgebiet der Psychologie dar, sie ist aus dieser Perspektive gesehen eher als komplexes Theoriegebäude zwischen Medizin/Neurologie, Psychiatrie, Philosophie und Metaphysik zu betrachten. Sigmund Freud erhob stets den Anspruch, dass die Psychoanalyse eine Wissenschaft sei, allerdings hatte er einen ganz anderen Wissenschaftsbegriff.
Als wichtige Vertreter der Ich-Psychologie gelten Anna Freud, Heinz Hartmann, Erik Erikson und Margaret Mahler. Eine weitere bedeutende Weiterentwicklung innerhalb der Psychoanalyse stellte die Objektbeziehungstheorie dar, die in unterschiedlichen Schwerpunkten von Melanie Klein, William R. D. Fairbairn, Michael Balint, Donald Winnicott sowie Wilfred Bion entwickelt wurde. Die Selbstpsychologie wurde von Heinz Kohut begründet. Als Moderne Vertreter können vor allem Otto F. Kernberg und Peter Fonagy genannt werden. Aktuell wird oft von einer Annäherung der Neurowissenschaften (Freud war ursprünglich Neurologe) und der psychoanalytischen Richtung gesprochen, durch moderne bildgebende Verfahren (von denen Freud schon im letzten Jahrhundert träumte), scheinen sich psychoanalytische Hypothesen zum Teil zu bestätigen. Die entwicklungspsychologische Kleinkindforschung, etwa von Daniel Stern hat ebenfalls einen großen Einfluss auf die Psychoanalyse ausgeübt wie von Martin Dornes dargestellt wird. Ebenso hat die Psychoanalyse Einfluss auf die Entwicklungspsychologie nehmen können. Innerhalb der klinischen Psychologie gilt die Psychoanalyse als Paradigma. Auch die Bindungstheorie nach John Bowlby kann als gegenseitige Beeinflussung von Psychoanalyse und Psychologie gesehen werden. Eine weitere bedeutende Richtung innerhalb des psychoanalytischen Paradigmas ist die Interpersonelle Psychiatrie und Psychotherapie, die von Harry Stack Sullivan begründet wurde.
Die Traumdeutung wurde vor allem von C.G. Jung, später auch Calvin S. Hall, weiterentwickelt, die sie „aus der Klinik herausbrachten“, weil träumende Personen in der Klinik andere Träume haben als zu Hause.

### Die ganzheitliche Gestaltpsychologie
Ebenfalls in dieser Zeit entstand aus der Arbeit Franz Brentanos die Richtung der Gestaltpsychologie der Grazer Schule, der Berliner Schule und der Leipziger Schule, deren führende Vertreter und Begründer Felix Krueger, Max Wertheimer, Kurt Koffka und Wolfgang Köhler sind. Zu nennen sind auch Wolfgang Metzger, Kurt Gottschaldt und Edwin Rausch. Wichtige Beiträge leistete auch Kurt Goldstein. Aus der Gestalttheorie entwickelte Kurt Lewin seine Feldtheorie und übertrug sie in Bereiche der Sozialpsychologie und später der Organisationspsychologie.
Fritz Perls entwickelte gemeinsam mit Laura Perls und Paul Goodman die Gestalttherapie.

### Der Behaviorismus
1913 veröffentlichte John B. Watson erste Arbeiten zu diesem Thema und begründete damit, auf Forschungen von Edward Lee Thorndike und Iwan Petrowitsch Pawlow aufbauend, die Richtung des Behaviorismus. Hier ist auch Burrhus Frederic Skinner als wichtiger Vertreter zu nennen, er leistete wesentliche Beiträge zu Lernpsychologie und entdeckte in den 1930er Jahren das Konzept der operanten Konditionierung. Weitere wichtige Arbeiten in dieser Richtung kamen von Clark Leonhard Hull und Robert S. Woodworth.
Der Behaviorismus („Lehre des Verhaltens“) beschränkt sich auf beobachtbare Verhaltensweisen, während nicht beobachtbare Aspekte, wie Motivation oder Emotion, als nicht relevant erachtet werden. Das behavioristische Menschenbild geht davon aus, der Mensch sei fast vollständig von Stimuli aus der Umwelt gesteuert und jede Art von Verhalten sei sowohl er- als auch wieder verlernbar.

### Russland
Die wissenschaftliche Psychologie nahm in Russland ihren Anfang 1863 mit Iwan Michailowitsch Setschenow (1829–1905). Er legte mit seinen Werken den Grundstock für die russische Psychologie. Weitere bedeutende Wissenschaftler der vorsowjetischen Zeit waren: Wladimir Michailowitsch Bechterew, der Hypnose und Suggestion als Behandlungsverfahren weiterentwickelte und die rationale Psychotherapie mitbegründete; A. Tokarski, der sich mit Hypnotherapie beschäftigte; Lew Wygotski, der sich mit Jean Piagets Werk, Sprache und kognitiven Funktionen befasste sowie Iwan Pawlow, der Konditionierung und reflektorische Prozesse erforschte. Bis 1917 bestand zudem ein reger Austausch zwischen russischen und europäischen Psychoanalytikern. Seit Ende der 80er-Jahre und besonders seit dem Ende der Sowjetära (1991) wurde der Dogmatismus zurückgedrängt. Russische Psychologen tauschten sich mit Kollegen aus der ganzen Welt aus und interessierten sich für alles, was vorher verboten war, insbesondere für Psychosomatik, psychodynamische Theorien sowie für biopsychosoziale und humanistisch-existenzielle Konzepte, etwa von Viktor Frankl. Entsprechende Berufsbezeichnungen sind nicht geschützt, der Zugang zum Psychotherapeutenberuf nicht staatlich geregelt und angehende Psychotherapeuten müssen ihre Weiterbildung selbst organisieren.

## Psychologie im Deutschland der Hitler-Diktatur
In den 1930er Jahren erlebte die Psychologie, insbesondere die Gestaltpsychologie, die neben dem Behaviorismus führende Strömung der Psychologie, einen regelrechten Kahlschlag durch die Nationalsozialisten. Kurt Lewin ist ein typisches frühes Beispiel: Als Mitarbeiter an Wolfgang Köhlers Institut leistete er bahnbrechende Arbeit. 1933 emigrierte er – als Jude höchst gefährdet – in die USA und gab dort u. a. der Organisationspsychologie vitale Impulse. Viele wichtige Forscher konnten zunächst aber nicht fliehen oder dachten auch nicht daran, erhielten aber zunehmend Lehrverbote (z. B. wegen politischer Äußerungen, Einstehen für jüdische Kollegen, oder z. B., weil sie mit jüdischen Frauen verheiratet waren usw.), was sich natürlich auf die Entwicklung der zum Teil direkt mitbetroffenen Assistenten, Doktoranden und auch fortgeschrittenen Studenten massiv auswirkte. Die deutschen Psychologischen Institute wurden schnell klein gemacht. Die angesehene Forschung in der deutschen Psychologie kam rasch nach 1933 für viele Jahre weitgehend zum Erliegen, im Krieg dann erst recht; auch die entbehrungsreiche Nachkriegszeit machte Forschung in Deutschland beinahe unmöglich, was sich im Grunde bis weit in die 1950er Jahre hinzog. Der Mehrheit gelang die Flucht nicht, es kam zu Inhaftierungen und sehr viele kamen um, auch viele noch Namenlose. Die verbliebenen Psychologen wurden dann zunehmend in der Wehrdiagnostik eingesetzt. Sigmund Freud prägte 1920 den Begriff der „Maschinengewehre hinter der Front“ für Psychologen und Psychiater, die ihre Aufgabe darin sahen, Soldaten schnellstmöglich wieder kampfbereit zu machen und dabei unmenschliche und gegen jede medizinische Ethik verstoßende Methoden anwandten, um den Anforderungen des politischen Geschehens zu genügen.
Diesem Ziel musste sich auch die verbliebene universitäre Ausbildung unterordnen. Hier und da wurde zwar versprengt noch gestaltpsychologisch geforscht, wobei sich aber auch diese „politisieren“ musste; so wurden z. B. die Gestaltgesetze als Beleg der Rassenideologie herangezogen (Gesetz der Nähe z. B.). Auch das dann maßgebliche Gebiet der Diagnostik wurde verändert, so wurden auch zunehmend Ideologien der Nazis verarbeitet, es wurden dann auch Formen der „Ausdrucks-“ und „Charakterpsychologie“ mit verwendet (hierzu gehören z. B. die Verwendung der Kretschmer'schen Konstitutionstypen, die Typenlehre von Erich Rudolf Jaensch und auch Ansätze von C. G. Jung wurden verwendet und natürlich die Rassenlehre). Das war auch darin begründet, dass sich die wissenschaftliche psychologische Diagnostik der „Diagnostik“ nach Rassenlehre, Charaktertypen und v. a. Gesinnung unterordnen musste. Auch hier zeigt sich ein weiterer Bruch mit der Psychologie als Wissenschaft, wie sie von Wundt und seinen Nachfolgern gedacht war. Infolgedessen wurden auch weitere pseudo-psychologische und pseudo-wissenschaftliche Ideen und Ideologien mit spekulativen, verschwommenen „Theorie“-Konzepten als Psychologie definiert und als solche „wissenschaftlich“ gelehrt, wozu auch „psychologische“ Aspekte der Vererbungs- und Rassenlehre, sowie der Rassenhygiene gehörten. Auch Hitlers Mein Kampf war Standardlehrbuch der Psychologie, in dem „psychologische Axiome“ definiert wurden.
Schließlich wurde ein von der ursprünglichen Idee her primär berufsqualifizierender Abschluss namens Diplom eingeführt. Das Diplomstudium der Psychologie wurde in Deutschland 1941 eingerichtet, unter gleichzeitiger Betonung einer berufspraktischen Qualifikation als Wehrpsychologe mit Schwerpunkt Diagnostik. Die praktische Psychologie beschränkte sich ohnehin auf die Diagnostik. Das einzige Berufsfeld für Diplom-Psychologen außerhalb der Universität war die Diagnostik bei den Arbeitsämtern und v. a. in der Wehrmacht. Ausgeweitet wurde die Lehre von Psychologen nur auf die Schulung von Lehrern, wobei es aber noch keine Schulpsychologen gab und v. a. auf die Unterweisung von Ingenieuren in Psychotechnik, die sich aber wieder weitgehend auf die Feststellung von (Arbeits-)Leistung beschränkte. Zusammen mit der vereinzelten gestaltpsychologischen Forschung kann man die Unterweisung in eingeschränkter Psychotechnik vielleicht als kläglichen Rest der Wissenschaft Psychologie im Dritten Reich bezeichnen.
Psychotherapie durch Psychologen gab es so damals noch nicht, auch die Klinische Psychologie gab es noch nicht, diese wurde erst viel später in den USA begründet. Man kannte damals nur Nervenärzte (Psychiater), die nicht nur im Gesundheitsbereich, sondern auch in Beratungseinrichtungen und in Jugendämtern arbeiteten. Es gab auch Pläne, rassenpsychologische Ansätze für die Bevölkerungspolitik und Siedlungsplanung zu verwenden.
Die vielfach behauptete Idee, Psychologie sei erstmals von den deutschen Nationalsozialisten systematisch und flächendeckend insbesondere zur Manipulation und Propaganda herangezogen worden, ist umstritten. Die Psychologie verfügte über wenig Erkenntnisse, die entsprechend praktisch nutzbar gewesen wären. Durch die weitgehende Vernichtung der Psychologie als akademischer Wissenschaft in Deutschland konnten gar keine entsprechenden Instrumente bereitstehen, weil sich der Fokus in andere Bereiche wie Ausdrucks- und Charakterpsychologie und Rassenlehre verschoben hatte. Zwar wurden große Forschungsvorhaben auch außerhalb der Universitäten staatlich gefördert. Doch letztlich investierten und forschten die USA intensiver, erfolgreicher und nachhaltiger und wurde somit Ende der 1940er Jahre zur führenden Psychologie-Nation, Hier wurden dann im Lauf des Zweiten Weltkrieges wissenschaftliche Methoden entwickelt, die heute in die Bereiche der Meinungsforschung und -beeinflussung, bzw. der empirischen Sozialforschung und der Wirtschafts-, Organisations- usw. -psychologie fallen.

## Die Psychologie in der zweiten Hälfte des 20. Jahrhunderts
Zunächst erfolgten ab den 1930er Jahren in den USA und später auch weltweit v. a. die bereits genannten Weiterentwicklungen des Behaviorismus und der Ausbau von weiteren psychologischen Disziplinen. In den 60er und 70er Jahren brachten hier Hans Eysenck und Albert Bandura, er entwickelte die Theorie des Modell-Lernen, diese Richtung der Psychologie voran. Auf diesen Grundlagen, neben vielen weiteren Einflüssen, insbes. aus Forschungsergebnissen verschiedener Teilgebiete der Allgemeinen Psychologie, wurde innerhalb der Klinischen Psychologie die Verhaltenstherapie (i. S. der frühen Form behavioraler Therapie) entwickelt.

### Die Humanistische Psychologie
Als 4. Richtung der Psychologie ist die in den 50er Jahren entstehende humanistische Psychologie zu bezeichnen, deren Begründer James Bugental und Abraham Maslow waren und die von Carl Rogers weiterentwickelt wurde. In Deutschland gelten Reinhard und Anne-Marie Tausch, die in den 1970er Jahren zahlreiche Anhänger gewannen, als bedeutende deutschsprachige Vertreter der „Humanistischen Psychologie“.
Nach dem humanistischen Menschenbild ist das Individuum bestrebt, sich frei zu entfalten und seine Entwicklungsmöglichkeiten voll auszuschöpfen. Der Mensch wird als aktiv gestaltendes Lebewesen gesehen, das sich seinem Verhalten bewusst ist, es auch willentlich steuern und beeinflussen kann.
Auch das Wirken Charlotte Bühlers und Victor Frankls ist dieser Richtung zuzuordnen. Ab 1980 entwickelte Hans-Werner Gessmann im Psychotherapeutischen Institut Bergerhausen das Humanistische Psychodrama.

## Die kognitive Wende und die Psychologie heute
George A. Kelly entwickelt in den 1950er Jahren die Theorie der persönlichen Konstrukte als Gegenpol zum Behaviorismus und der Psychoanalyse. In den 1970er Jahren löste dann der Informationsverarbeitungsansatz den Behaviorismus als führendes Paradigma ab, es begann die Kognitive Wende in der Psychologie. Dies lag jedoch nicht in einer theoretischen Untauglichkeit des Behaviorismus begründet, sondern in einem Wechsel der Interessen der Scientific Community. Themen wie Aufmerksamkeit, Denken oder Kognition und Emotionen traten dabei in den Vordergrund. Im Gegensatz zum Behaviorismus, der die Funktionsweise des Gehirns methodisch unberücksichtigt ließ und deswegen oft als Blackbox-Psychologie (oder wegen der zahlreichen Tierversuche „Ratten-Psychologie“ oder „Rats-and-Stats“ – „Ratten und Statistik“-Psychologie) bezeichnet wurde, ging man dazu über, auch Art und Funktion von Selbstwahrnehmungen, also bewusst gewordener Vorgänge zu erforschen. Der Computer wurde zur Metapher des menschlichen Geistes, wenngleich man sich der Beschränkungen des Computermodells schnell bewusst wurde, da beispielsweise die Parallelverarbeitungsleistungen des Gehirns als komplexes System damit nur schwer erklärbar sind. Der Fehler, einen Computer, also ein Produkt des menschlichen Geistes mit diesem gleichzusetzen ähnelt dem Vergleich der Arbeitsweise des menschlichen Gehirns mit einem, ebenso von diesem geschaffenen, Faustkeil. Neben diese Sichtweise trat in den 1980er Jahren daher der Konnektionismus, dessen zentrales Konstrukt Netzwerke sind. Insgesamt erwiesen sich Modelle auf Basis der Netzwerktheorie, auch durch Einbezug neuerer formaler Modellierungsmöglichkeiten, wie z. B. neuere Markov Prozesse, für die kognitiven Ansätze als sehr fruchtbar. Hinzu kamen weiterhin z. B. Einflüsse aus dem Konstruktivismus, der Kybernetik und der Systemtheorie. Auch auf die Gestaltpsychologie wurde wieder zurückgegriffen, bzw. es wurde wieder daran angeknüpft.
Jean Piaget, Ulrich Neisser und Noam Chomsky galten hier als wichtige Schöpfer neuer Ansätze.
Für die Psychologie bedeutete dies, dass sich einzelne Bereiche nebeneinander wieder stärker ausbilden konnten, neben der Kognitionspsychologie auch die Biopsychologie mit ihren Unterbereichen, die beide einen großen Bestandteil der Kognitiven Neurowissenschaften darstellen. Demgegenüber spielen aber gleichzeitig auch verhaltensorientierte Ansätze wieder eine sehr starke Rolle, so dass innerhalb der Disziplinen der Psychologie verschiedene Ansätze gleichberechtigt nebeneinander existieren und flexibel bezogen auf eine Fragestellung genutzt werden können, ohne gegen irgendeine Konvention zu verstoßen, was derzeit das Fach Psychologie allerdings auch äußerst komplex macht.

### Allgemein
- Klemens Dieckhöfer: Psychologie. In: Werner E. Gerabek, Bernhard D. Haage, Gundolf Keil, Wolfgang Wegner (Hrsg.): Enzyklopädie Medizingeschichte. De Gruyter, Berlin / New York 2005, ISBN 3-11-015714-4, S. 1195–1196.
- Henri F. Ellenberger: Die Entdeckung des Unbewußten. Diogenes, Zürich 2005.
- Mark Galliker, Margot Klein, Sibylle Rykart: Meilensteine der Psychologie. Die Geschichte der Psychologie nach Personen, Werk und Wirkung (= Kröners Taschenausgabe. Band 334). Kröner, Stuttgart 2007, ISBN 978-3-520-33401-5.
- Stephen Jay Gould: Der falsch vermessene Mensch. 5. Auflage. Suhrkamp, Frankfurt am Main 2007.
- Heinrich Laehr (Hrsg.): Die Literatur der Psychiatrie, Neurologie und Psychologie von 1459 bis 1799. 3 Bände. Walter de Gruyter & Co., Berlin 1900.
- George Mandler: A history of modern experimental psychology: From James and Wundt to cognitive science. MIT Press, Cambridge, MA 2007.
- M. Carl Christian Erhard Schmid: Empirische Psychologie, Jena, Cröker, 1791, Digitalisat
- Joel Michell, Quentin Skinner, Lorraine Daston (Hrsg.): Measurement in Psychology: A Critical History of a Methodological Concept. Cambridge University Press, 2005.
- Jörg Schreiter: Hermeneutik – Wahrheit und Verstehen. Darstellung und Texte. Akademie-Verlag, Berlin 1988, ISBN 3-05-000664-1.
- Hannes Stubbe: Weltgeschichte der Psychologie. Pabst, Lengerich in Westfalen 2021, ISBN 978-3-95853-737-8.
- Detlev von Uslar: Leib, Welt, Seele: Höhepunkte in der Geschichte der Philosophischen Psychologie; von den Anfängen bis zur Gegenwart. Königshausen & Neumann, Würzburg 2005.

### Deutschland
- Mitchell G. Ash, Ulfried Geuter (Hrsg.): Geschichte der deutschen Psychologie im 20. Jahrhundert. Ein Überblick. Westdeutscher Verlag, Opladen 1985, ISBN 3-531-22128-0.
- Helmut E. Lück: Geschichte der Psychologie. 2. Auflage, Kohlhammer, Stuttgart / Berlin / Köln 1996, ISBN 3-17-014199-6.
- Wolfgang Schönpflug: Geschichte und Systematik der Psychologie. 2. Auflage, Beltz, Weinheim / Basel 2004, ISBN 3-621-27559-2.
- Stefan Busse: Psychologie in der DDR: die Verteidigung der Wissenschaft und die Formung der Subjekte. Beltz, PVU, Weinheim / Basel 2004, ISBN 3-621-27561-4.
- Ulfried Geuter: Die Professionalisierung der deutschen Psychologie im Nationalsozialismus. Suhrkamp, Frankfurt am Main 1988, ISBN 3-518-28301-4.
- Carl Friedrich Graumann (Hrsg.): Psychologie im Nationalsozialismus. Springer, Berlin 1985, ISBN 3-540-13833-1.
- Lothar Sprung, Helga Sprung: Eine kurze Geschichte der Psychologie und ihrer Methoden. Profil-Verlag, München; Wien 2010, ISBN 978-3-89019-649-7.

### Österreich
- Gerhard Benetka: Zur Geschichte der Institutionanalisierung der Psychologie in Österreich. Geyer-Edition Wien-Salzburg 1990.
- Gerhard Benetka: Geschichte der Fakultät für Psychologie, Universität Wien.

### Großbritannien
- Nikolas Rose, The psychological complex: psychology, politics and society in England; 1869–1939. London [u. a.]: Routledge & Paul, 1985.

### Kritik an der Psychologie
- Thomas Teo, The critique of psychology: from Kant to postcolonial theory. New York, NY: Springer, 2005.
- Gerhard Vinnai: Die Austreibung der Kritik aus der Wissenschaft: Psychologie im Universitätsbetrieb. Frankfurt am Main / New York, NY : Campus, 1993.
- Jochen Fahrenberg: Theoretische Psychologie – Eine Systematik der Kontroversen. Lengerich: Pabst Science Publishers. 2015. https://doi.org/10.23668/psycharchives.10364

## Zeitschriften
- Geschichte der Psychologie: Nachrichtenblatt der Fachgruppe Geschichte der Psychologie in der Deutschen Gesellschaft für Psychologie
- History of Psychology, Journal der American Psychological Association (APA-Division 26, seit 1998)
- Psychologie und Geschichte (1989–2002, Archiv der erschienenen Ausgaben mit Volltextzugang)
- Journal of the History of the Behavioral Sciences